# Axel Grigor
Per Axel Grigor, född 19 oktober 1975 i Uppsala, är en svensk-australisk filmklippare, regissör, filmproducent och manusförfattare. Efter studier vid Griffith Film School i Brisbane, Australien, grundade han produktionsbolaget Faraway Productions. Hans filmer har tävlat vid internationella filmfestivaler som Tribeca Film Festival, Venedigs filmfestival, IDFA och Sydney Film Festival. Han regisserade dokumentärfilmen Jill Bilcock: Dancing the Invisible, ett prisbelönt porträtt av den stilbildande australiska filmklipparen Jill Bilcock. Sedan 2016 är han konstnärlig lektor i filmklippning vid Högskolan Dalarna. Han blev konstnärlig doktor 2022 när han disputerade med doktorsavhandlingen Revealing the Invisible Artist vid Griffith University.

## Biografi
Axel Grigor växte upp i Östhammar, Molkom och Åmål. Hans pappa, Willi Grigor, föddes i Straubing, Tyskland, och arbetade som ingenjör. Hans mamma, Gullan Grigor (född Ottosson), föddes i Åmål och arbetade som teknisk ritare. Han har en syster.
Grigor läste samhällsvetenskaplig linje vid Karlbergsgymnasiet i Åmål och tillbringade ett år som utbytesstudent i Tipton, Iowa, USA.
Hans farföräldrar var rumänientyskar som under andra världskriget förflyttades till Tyskland till följd av den politiska kampanjen ”Heim ins Reich”. 
Rudy Graf, gitarrist i tyska heavy metal banden Warlock och Rage, är Grigors kusin.

### Filmproduktion
Efter studier i medieproduktion vid Högskolan i Skövde arbetade han som assistent på Lukas Moodyssons debutfilm Fucking Åmål'.
1999 flyttade Grigor till Brisbane, Australien för att studera filmproduktion vid Griffith Film School.
2001 grundade han det australiensiska produktionsbolaget Faraway Productions tillsammans med filmregissören Faramarz K-Rahber. Han har klippt K-Rahbers observationella dokumentärfilmer Fahimeh’s Story och Donkey in Lahore. Donkey in Lahore erhöll sin världspremiär vid IDFA i Amsterdam och fick sin nordamerikanska premiär vid Tribeca Film Festival.
Som filmklippare har Grigor samarbetat med australiska regissörer som Peter Hegedus, Richard Todd och Douglas Watkin.
Grigors debutfilm som regissör, Jill Bilcock: Dancing the Invisible, belyser den Oscarsnominerade filmklipparen Jill Bilcocks liv och konstnärskap. I filmen intervjuas bland annat Bilcock, Baz Luhrmann, Cate Blanchett, Shekhar Kapur, Jocelyn Moorhouse och Rachel Griffiths. Filmen vann publikpris vid Adelaide International Film Festival nominerades till Bästa Dokumentärfilm vid AACTA Awards, fick sin nordamerikanska premiär vid Lincoln Centre i New York och nordisk premiär vid Göteborg Film Festival.
Grigor är medlem i Föreningen Sveriges Filmklippare och var delstatsordförande i Australian Screen Editors 2012-2016.

## Filmografi (urval)
| År   | Titel                               | Roll                                               |
| ---- | ----------------------------------- | -------------------------------------------------- |
| 2004 | Fahimeh's Story                     | Filmklippare, produktionsledare                    |
| 2007 | Donkey in Lahore                    | Filmklippare, produktionsledare                    |
| 2011 | My America                          | Filmklippare, manusförfattare                      |
| 2011 | The Trouble with St Mary's          | Filmklippare, manusförfattare                      |
| 2015 | Frackman                            | Filmklippare                                       |
| 2016 | Ella                                | Filmklippare, manusförfattare                      |
| 2017 | Jill Bilcock: Dancing the Invisible | Regissör, producent, filmklippare, manusförfattare |
| 2022 | Sorella's Story                     | Producent                                          |
| 2022 | To Never Forget                     | Producent                                          |

Internet Movie Database 

## Priser och utmärkelser
2004 – Fahimeh’s Story – dokumentärfilm (filmklippare, produktionsledare)
- Vinnare av Independent Spirit Award vid Lexus IF Awards

2007 – Donkey in Lahore – dokumentärfilm (filmklippare, produktionsledare)
- Nominerad till First Appearance Award vid IDFA Amsterdam
- Nominerad till Best World Documentary vid Tribeca Film Festival

2016 – Ella – dokumentärfilm (filmklippare)
- Vinnare av priset Best Indigenous Film vid ATOM Awards

2017 – Jill Bilcock: Dancing the Invisible – dokumentärfilm (regi, producent, filmklippare)
- Vinnare av publikpris vid Adelaide International Film Festival
- Vinnare av pris för bästa biografiska dokumentärfilm vid ATOM Awards
- Vinnare av CHASS Australia Prize
- Nominerad till bästa dokumentärfilm vid AACTA Awards
- Nominerad till bästa dokumentärfilm vid Film Critics Circle Australia Awards
- Nominerad till Edith-priset av Föreningen Sveriges Filmklippare

2022 – Sorella's Story – immersiv kortfilm (producent)
- Nominerad till bästa immersiva film vid Venedigs Filmfestival